# باونتی (فیلم ۱۹۸۴)
باونتی (انگلیسی: The Bounty) فیلمی در ژانر درام تاریخی به کارگردانی راجر دونالدسون است که در سال ۱۹۸۴ منتشر شد.

## بازیگران
- مل گیبسون
- آنتونی هاپکینز
- لارنس الیویه
- ادوارد فاکس
- دانیل دی-لوئیس
- لیام نیسون
- برنارد هیل
- جان سشنز
- فیلیپ مارتین براون
- جک می
- نیل موریسی

### خلاصه داستان
فیلم داستان ستوان بیل را روایت می‌کند، کسی که بی رحمی اش موجب سوء قصد به کشتی اش می‌شود. داستان فلچر کریستین را که تلاش می‌کند افرادش را از مجازات بریتانیا در امان نگاه دارد و سفر حماسی ستوان بیل را تعقیب می‌کند…